# Incisure de l'acétabulum
L'incisure de l'acétabulum (ou échancrure ischio-pubienne) est une encoche profonde dans la partie inférieure du limbus de l'acétabulum de l'os coxal au niveau de l'union entre l'ischium et le pubis.

## Description
L'incisure de l'acétabulum se situe entre les deux cornes de la surface lunaire de l'acétabulum. Elle forme un orifice ostéo-fibreux par le passage du labrum acétabulaire au-dessus d'elle et formant le ligament transverse de l'acétabulum.
Cet orifice permet la communication entre la fosse de l'acétabulum et le sillon infraacétabulaire.
Il permet le passage du ligament de la tête du fémur, de l'artère acétabulaire et d'un rameau de la branche postérieure de l'artère obturatrice.